# Oxira fannyi
Oxira fannyi är en fjärilsart som beskrevs av Corti och Max Wilhelm Karl Draudt 1933. Oxira fannyi ingår i släktet Oxira och familjen nattflyn. Inga underarter finns listade i Catalogue of Life.